# The Nephilim
The Nephilim – drugi studyjny album grupy Fields Of The Nephilim, który ukazał się w 1988 roku. Płyta muzycznie dzieli się na 2 części: utwory 1-5 są ostre, rockowe w charakterze, nawiązują do stylistyki Dawnrazor, pozostała część (bardziej wyciszona, klimatyczna) jest zapowiedzią Elizium.
Na początku albumu, a także pomiędzy utworami Celebrate/Love under will/Last exit for the lost, umieszczono cytaty z filmu Imię róży.
Zawartość:
wersja kompaktowa:
1. Endemoniada (7:15)
2. The Watchmen (5:31)
3. Phobia (3:37)
4. Moonchild (5:40)
5. Chord of souls (5:08)
6. Shiva (4:50)
7. Celebrate (6:23)
8. Love under will (7:33)
9. Last exit for the lost (9:47)

(na wersji winylowej zabrakło utworu Shiva)